# Comuna Tovste, Huseatîn
Tovste (în ucraineană Товсте) este o comună în raionul Huseatîn, regiunea Ternopil, Ucraina, formată din satele Kut și Tovste (reședința).

## Demografie
Componența lingvistică a comunei Tovste
     Ucraineană (99,87%)
     Alte limbi (0,13%)
Conform recensământului din 2001, majoritatea populației comunei Tovste era vorbitoare de ucraineană (99,87%), existând în minoritate și vorbitori de alte limbi.